# Sympetrum pedemontanum
Sympetrum pedemontanum är en trollsländeart som först beskrevs av Carlo Allioni 1766.  Sympetrum pedemontanum ingår i släktet ängstrollsländor, och familjen segeltrollsländor. Arten är tillfälligt reproducerande i Sverige.

## Underarter
Arten delas in i följande underarter:
- S. p. elatum
- S. p. pedemontanum

## Bildgalleri

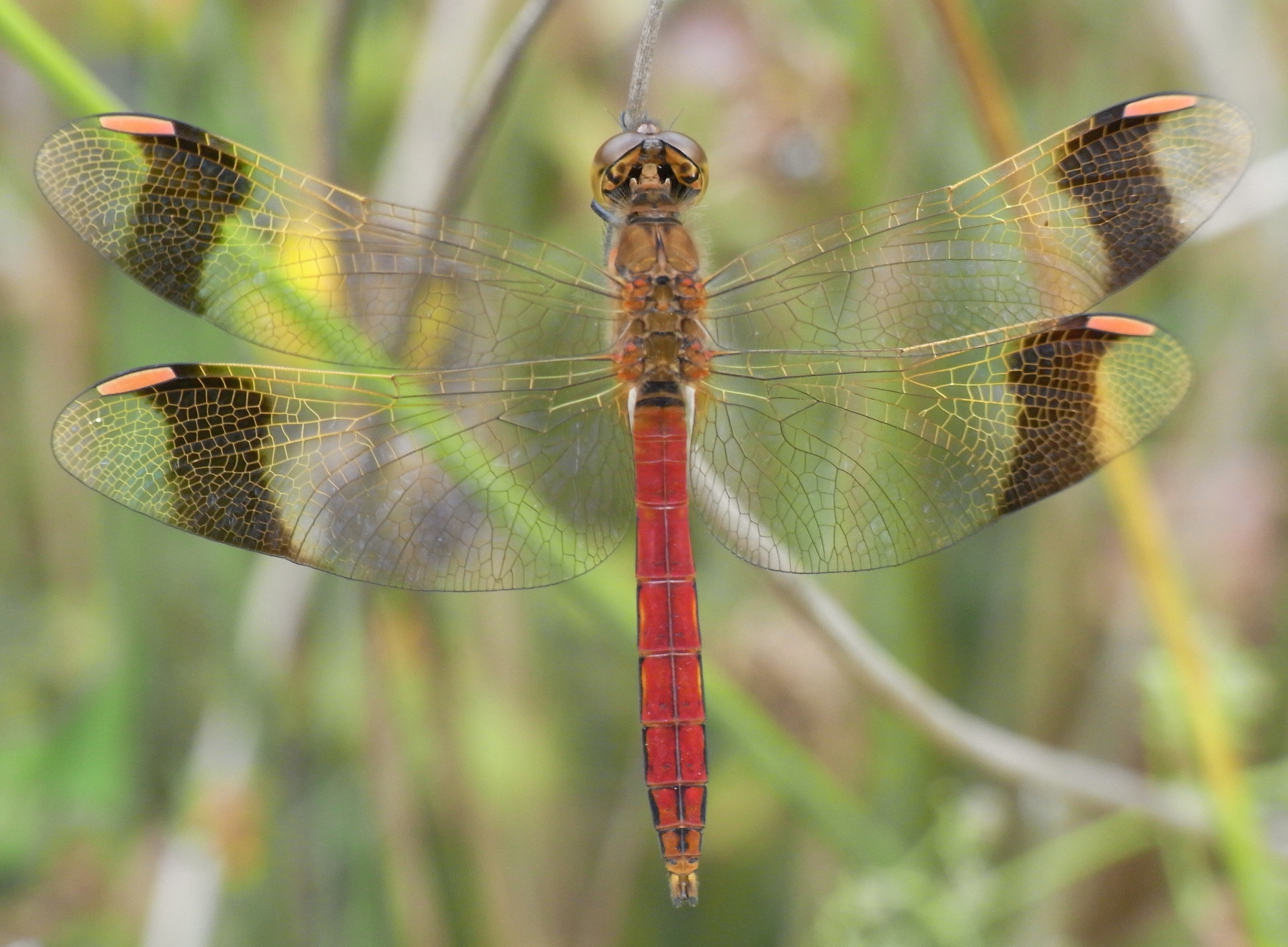
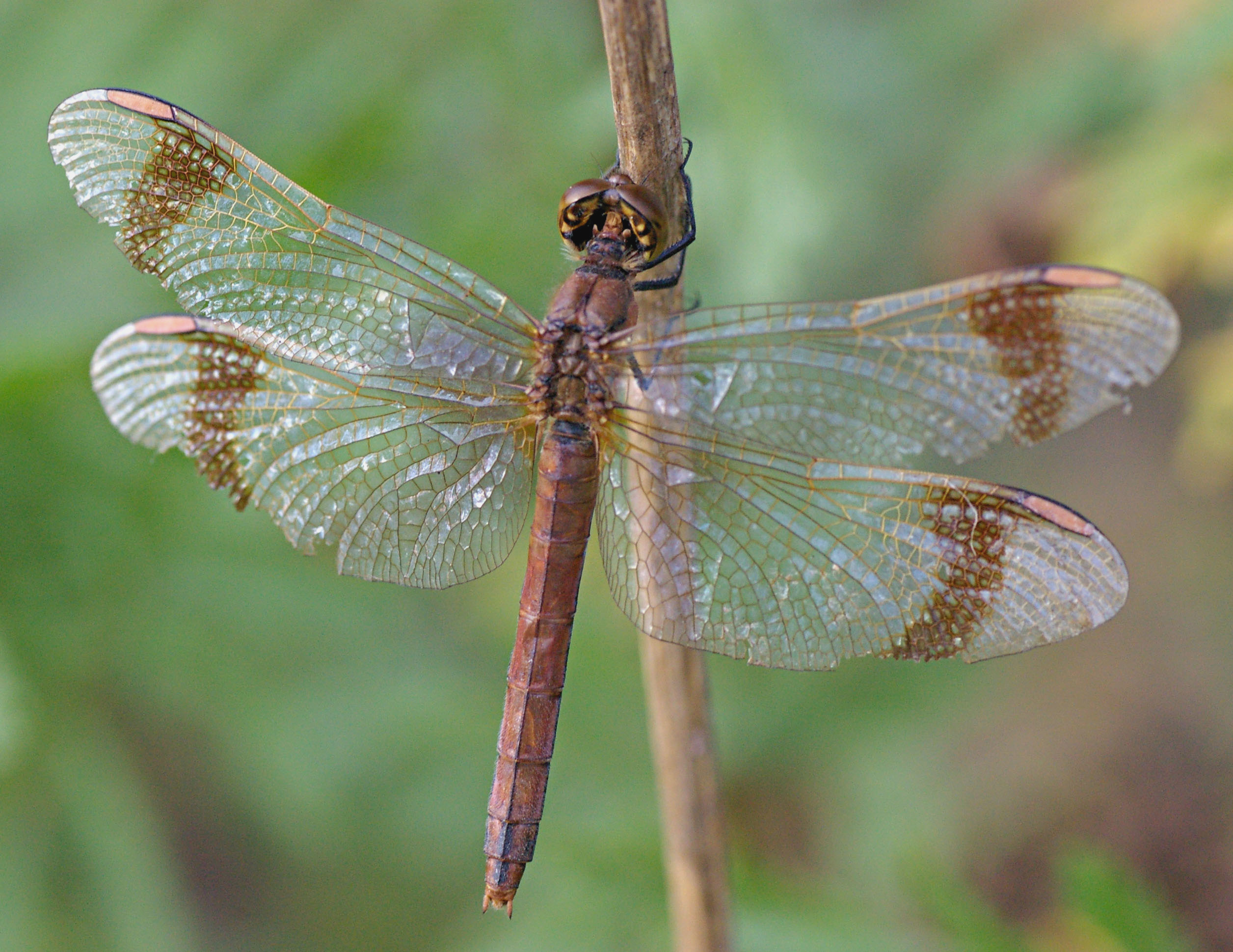
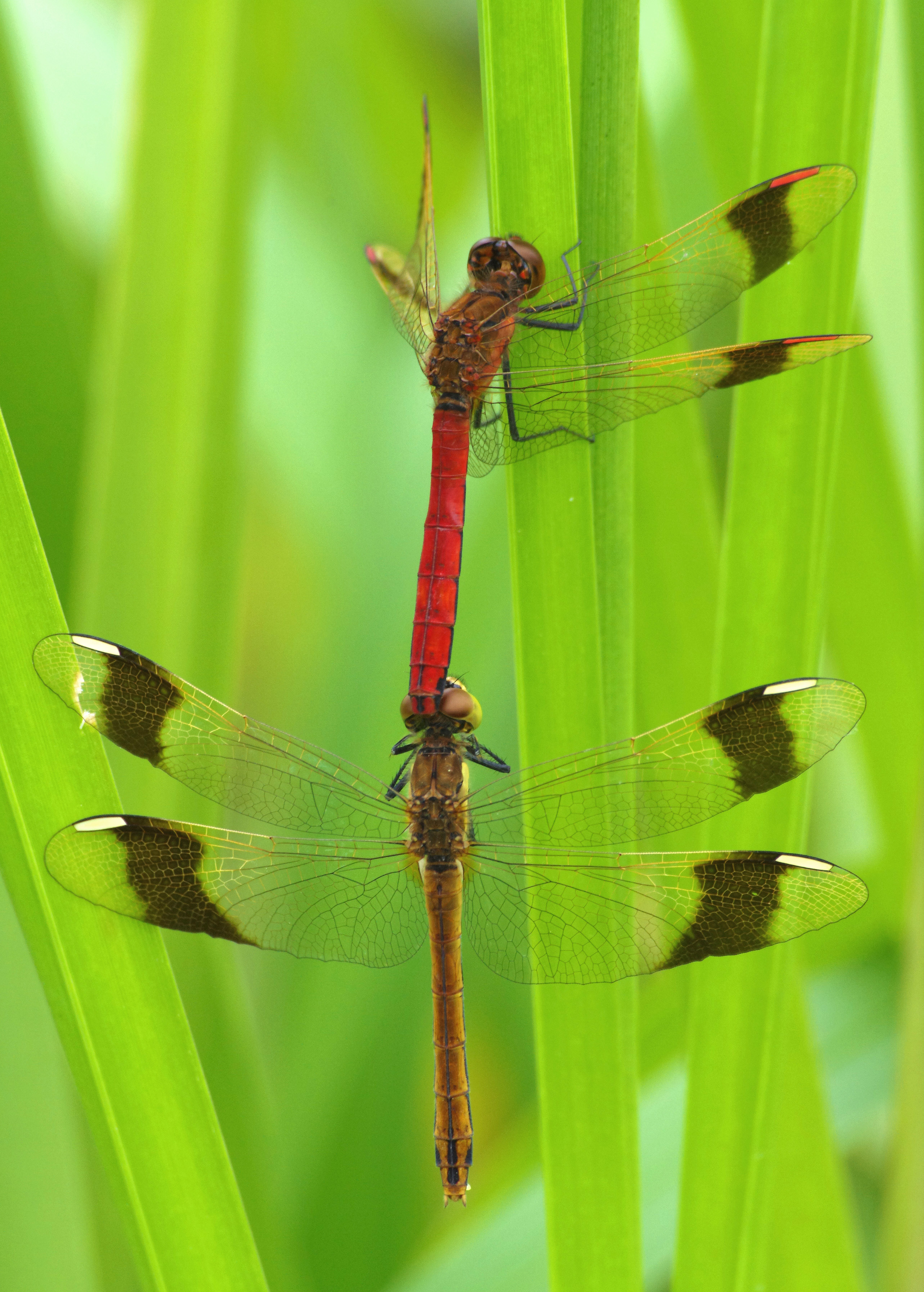
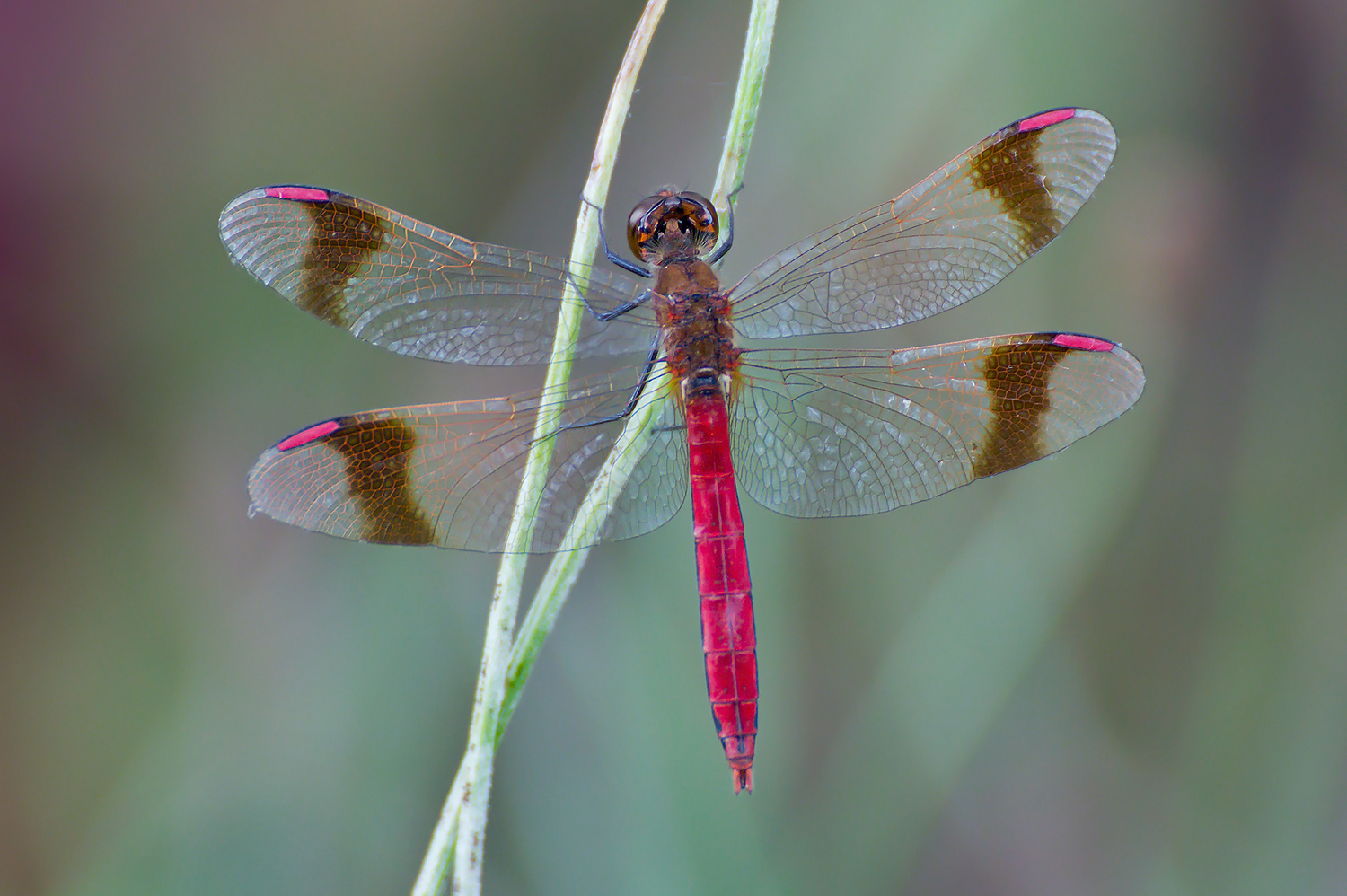
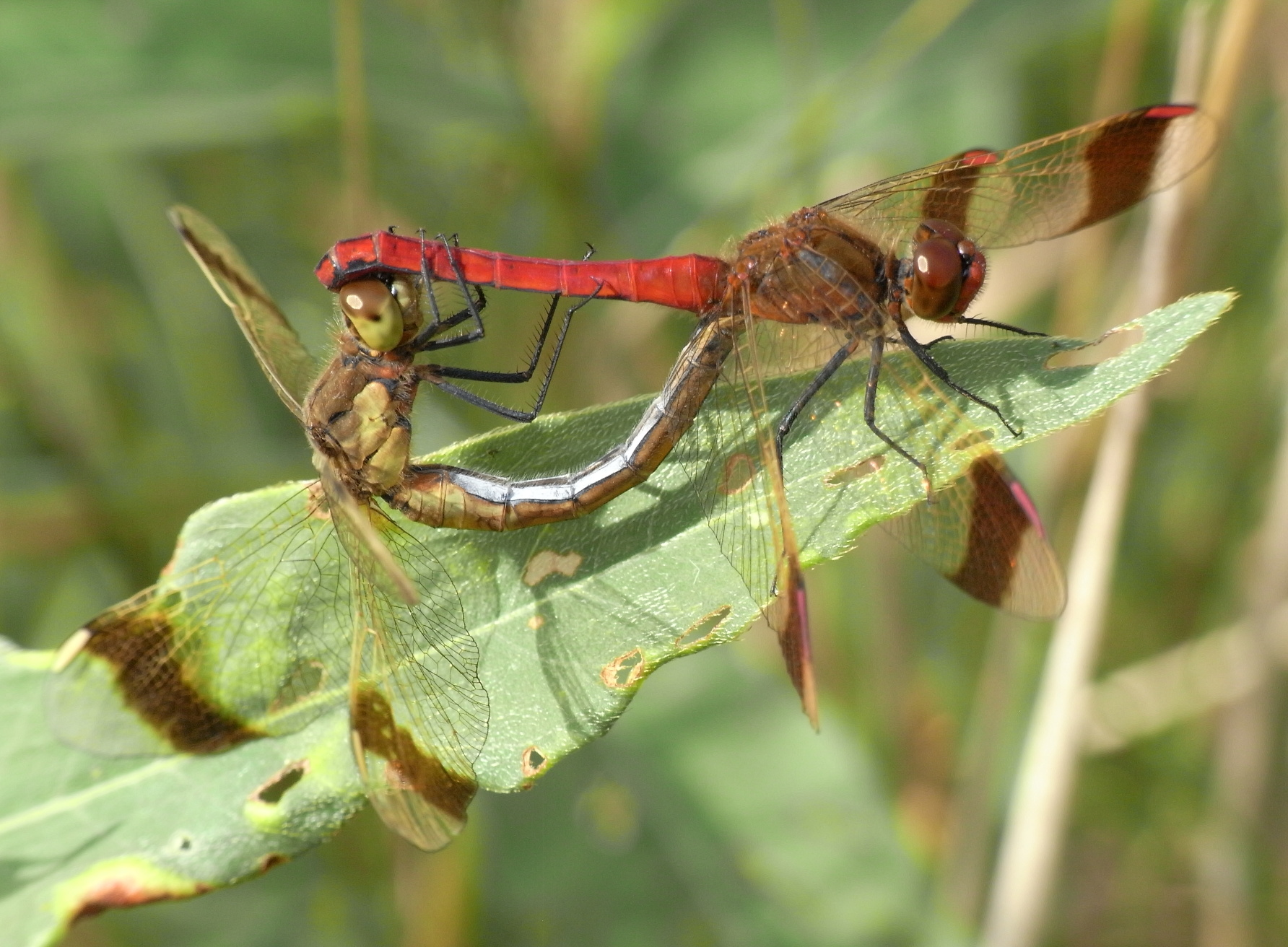
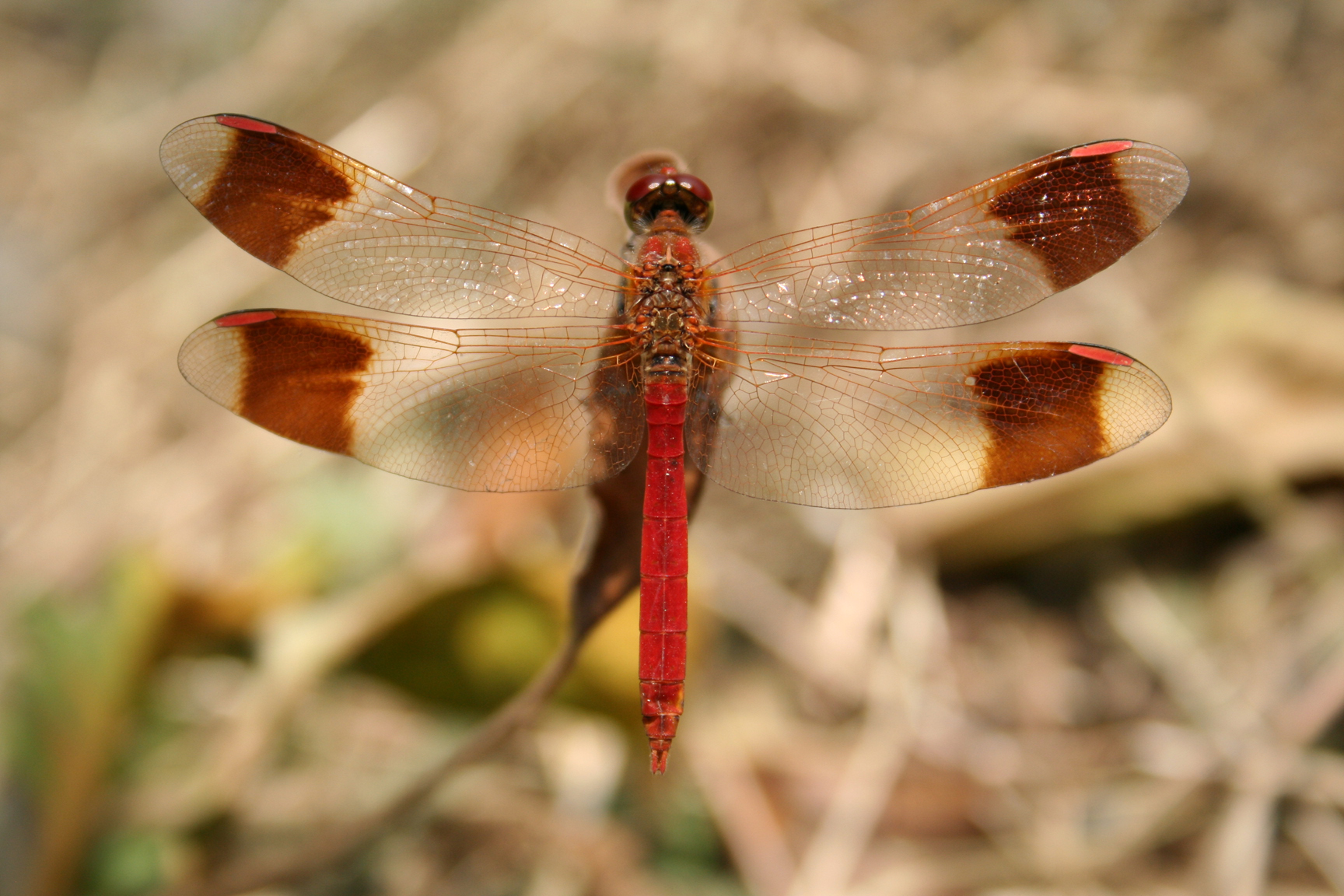